# World Taekwondo Grand Prix 2013
L'edizione del World Taekwondo Grand Prix 2013 si è solta dal 13 al 15 dicembre a Manchester, nel Regno Unito e si è composta di una sola tappa. 

## Vincitori

### Uomini
| Competizioni | Oro               | Argento         | Bronzo                                  |
| ------------ | ----------------- | --------------- | --------------------------------------- |
| 58 kg        | Wei Chen-yang     | Kim Tae-hun     | Damián Villa Hadi Mostaan               |
| 68 kg        | Aleksey Denisenko | Maxime Potvin   | Behnam Asbaghi Mohammad Bagheri Motamed |
| 80 kg        | Lutalo Muhammad   | Albert Gaun     | Yunus Sarı Aaron Cook                   |
| +80 kg       | Mahama Cho        | Guilherme Félix | Anthony Obame Cha Dong-min              |

### Donne
| Competizioni | Oro            | Argento          | Bronzo                            |
| ------------ | -------------- | ---------------- | --------------------------------- |
| 49 kg        | Brigitte Yagüe | Kim So-hui       | Li Zhaoyi Yasmina Aziez           |
| 57 kg        | Eva Calvo      | Jade Jones       | Floriane Liborio Hou Yuzhuo       |
| 67 kg        | Elin Johansson | Chuang Chia-chia | Haby Niaré Anastasia Baryshnikova |
| +67 kg       | Olga Ivanova   | Lee In-jong      | Briseida Acosta Reshmie Oogink    |

## Medagliere
| Posiz. | Nazione       | Oro | Argento | Bronzo | Totale |
| ------ | ------------- | --- | ------- | ------ | ------ |
| 1      | Russia        | 2   | 1       | 1      | 4      |
| 2      | Regno Unito   | 2   | 1       | 0      | 3      |
| 3      | Spagna        | 2   | 0       | 0      | 2      |
| 4      | Taipei cinese | 1   | 1       | 0      | 2      |
| 5      | Svezia        | 1   | 0       | 0      | 1      |
| 6      | Corea del Sud | 0   | 3       | 1      | 4      |
| 7      | Brasile       | 0   | 1       | 0      | 1      |
| 7      | Canada        | 0   | 1       | 0      | 1      |
| 9      | Francia       | 0   | 0       | 3      | 3      |
| 9      | Iran          | 0   | 0       | 3      | 3      |
| 11     | Cina          | 0   | 0       | 2      | 2      |
| 11     | Messico       | 0   | 0       | 2      | 2      |
| 13     | Gabon         | 0   | 0       | 1      | 1      |
| 13     | Isola di Man  | 0   | 0       | 1      | 1      |
| 13     | Paesi Bassi   | 0   | 0       | 1      | 1      |
| 13     | Turchia       | 0   | 0       | 1      | 1      |
| Totale | Totale        | 8   | 8       | 16     | 32     |